# Erbazzone
 (avril 2012).
Si vous disposez d'ouvrages ou d'articles de référence ou si vous connaissez des sites web de qualité traitant du thème abordé ici, merci de compléter l'article en donnant les références utiles à sa vérifiabilité et en les liant à la section « Notes et références ».

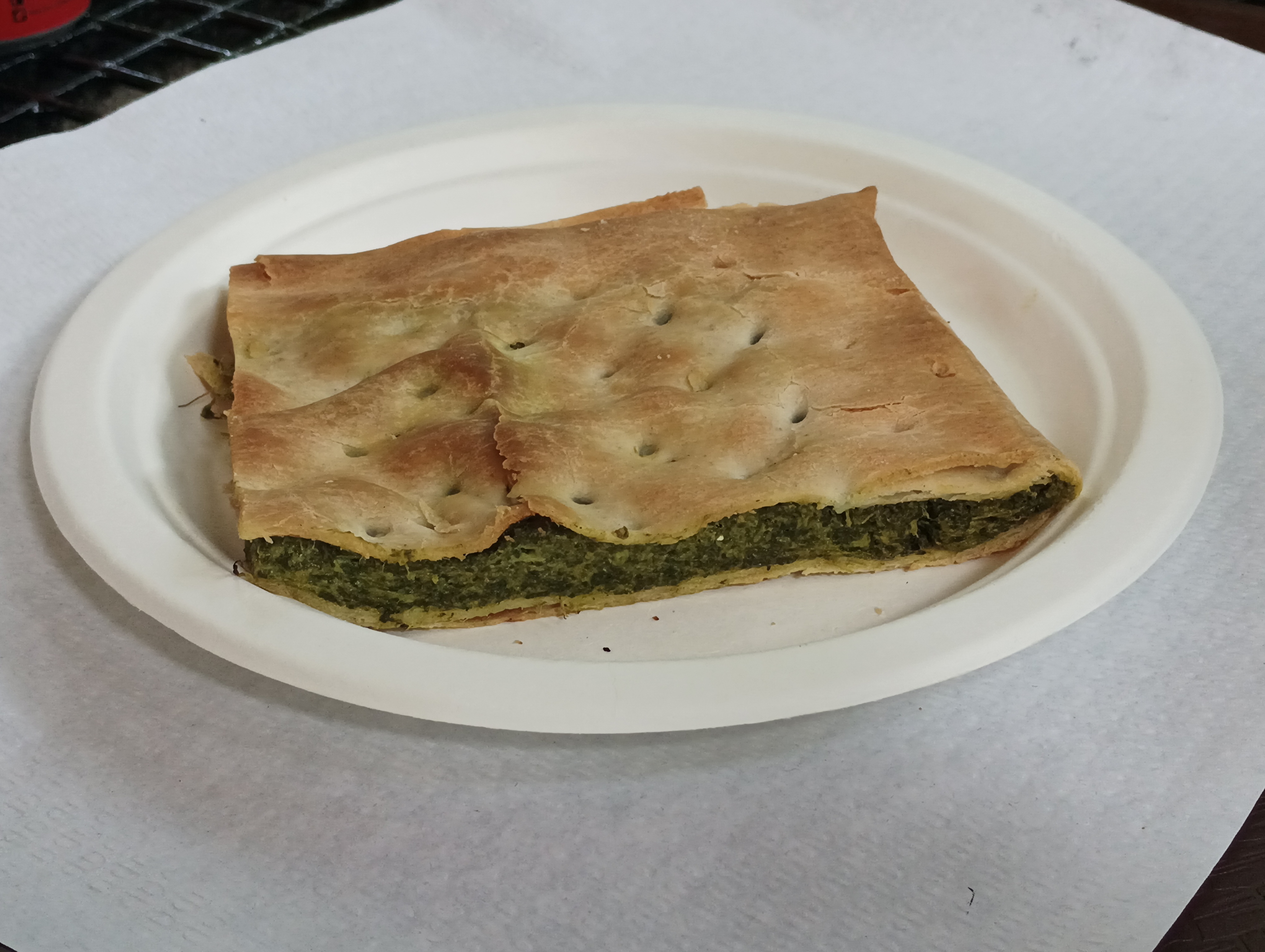
Le erbazzone

L’erbazzone est une spécialité gastronomique typique de Reggio d'Émilie, en Émilie-Romagne. Dans le patois local, il est appelé scarpasòun, ou scarpazzone italianisé, parce que, dans sa préparation, les familles paysannes pauvres utilisaient aussi la tige blanche, c'est-à-dire la « scarpa » (la chaussure) de la blette. Le scarpazzone est donc « de saison » à partir de fin juin à la Toussaint, la période de croissance des blettes.

## Composition
L'erbazzone, en pratique, est une tourte composée d'un fond de pâte (appelée fuiada) farci de deux centimètres environ d'un mélange des blettes bouillies (parfois mêlées avec des épinards bouillis), œuf, échalote, oignon, ail et beaucoup de parmesan de Reggio. On le recouvre ensuite d'un autre morceau de pâte parsemée de lardons ou de morceaux de bacon, qu’il ne faut pas oublier de piquer avec une fourchette. Des variantes récentes incluent l’utilisation de la pâte feuilletée ou la ricotta de vache dans la farce.
On prend la pâte feuilletée et on forme deux disques dont l’un devra être quelques centimètres plus large que le diamètre de la tourtière, préalablement soigneusement beurrée, dans laquelle on va cuire l’erbazzone. Les centimètres en plus serviront pour recouvrir les bords de la tourtière. L’autre disque servira pour fermer la préparation. Après  avoir placé le disque le plus grand sur le fond de la tourtière, on verse la farce en la distribuant d’une manière homogène, après on recouvre le tout avec l’autre disque plus petit et on réunit les deux disques en repliant les bords. Ensuite, avec une fourchette on pique toute la surface de la pâte feuilletée et on la badigeonne de jaune d’œuf. On fait cuire dans le four déjà chaud pour trente minutes environ, après on parsème la surface de l’ « erbazzone »  de fines tranches de lard et on continue la cuisson pour dix-quinze autres minutes à peu près. La cuisson terminée on laisse tiédir ou refroidir et on le sert coupé en tranches ou losanges.

## Spécialités analogues
Il y a aussi d'autres spécialités gastronomiques, qui sont tout à fait pareilles à l'erbazzone, appelées chizze salées, très connues dans la région de Reggio d'Émilie, et les erbazzoncini.
Les premières sont des carreaux de pâte feuilletée cuits au four avec la même farce que l'erbazzone, les seconds sont de petits losanges de pâte farcis avec la même farce et frits dans le saindoux, très proches du gnocco fritto (des morceaux de pâte assez épaisse, coupés en forme de losanges et frits dans l'huile ou dans le saindoux)[réf. nécessaire].
Il y en a une autre version dite erbazzone montagnard qui est très populaire tout près de Castelnovo ne' Monti, dans laquelle on ajoute du riz à la farce.
La pâte est plus épaisse et seulement parfois on la recouvre avec de la glace d'œuf ou avec un voile de sucre en grains[réf. nécessaire].
L'erbazzone est une spécialité typique de la plaine du Pô, il arriva sur l’Apennin grâce aux repiqueuses qui, de mars à octobre, descendaient de la montagne à la plaine pour émonder les rizières des mauvaises herbes[réf. nécessaire]. Pour chaque journée de travail elles recevaient un kilogramme de riz, qui s’intégra donc dans la cuisine locale.